# Brevicornu matilei
Brevicornu matilei är en tvåvingeart som beskrevs av Zaitzev 2002. Brevicornu matilei ingår i släktet Brevicornu och familjen svampmyggor. Inga underarter finns listade i Catalogue of Life.